# Charles Milliard
Charles Milliard, né en 1979 à Lévis, est un homme politique canadien québécois, pharmacien et gestionnaire. Il a été président de la Fédération des Chambres de commerce du Québec (FCCQ) avant de se présenter dans la course à la direction du Parti libéral du Québec de 2025.

## Biographie
Charles Milliard est né à Lévis dans la région de la Chaudière-Appalaches d'un père charpentier-menuisier et d'une mère enseignante de français, tous deux originaires de Kamouraska dans le Bas-Saint-Laurent.

### Formation
Charles Milliard est détenteur d'un baccalauréat en pharmacie ainsi que d'un certificat en économie de l'Université Laval, obtenus en 2002. Il poursuit ses études et décroche un diplôme d'études supérieures spécialisées en gestion en 2005 et termine un MBA en administration des affaires à HEC Montréal en 2007.

### Carrière professionnelle
Dès 2003, Charles Milliard exerce de nombreuses fonctions au sein de l'entreprise Uniprix avant d'en devenir le Vice-président exécutif en 2013.
Entre 2017 et 2019, il occupe différents postes à la vice-présidence du cabinet de relations publiques National inc. Il est alors responsable de mandats provinciaux, nationaux et internationaux liés au secteur de la santé.
En 2019, Charles Milliard devient président-directeur général de la Fédération des chambres de commerce du Québec (FCCQ) avant d'annoncer sa démission en juin 2024.

### Carrière politique
Impliqué auprès du Parti libéral du Québec depuis 1998, Charles Milliard est invité à se présenter à l’élection fédérale partielle dans la circonscription de LaSalle–Émard–Verdun par le Parti libéral du Canada de Justin Trudeau en 2024. Il refuse cette invitation et se lance officiellement dans la course à la direction du Parti libéral du Québec de 2025 contre l'ancien ministre fédéral canadien des Transports, Pablo Rodriguez, l'ancien maire de la ville de Montréal, Denis Coderre (dont la candidature s’est plus tard vue refusée), l’ancien directeur général du parti Karl Blackburn, l'avocat Marc Bélanger et l’agriculteur Mario Roy. Sa plateforme est orientée sur des questions d'économie, d'éducation, de santé et de transport.